# Club Atlético Boca Unidos
El Club Atlético Boca Unidos és un club de futbol argentí de la ciutat de Corrientes. El club va ser fundat el 27 de juliol de 1927. A final de la temporada 2006-07 ascendí del Torneo Argentino B al Torneo Argentino A. El 21 de juny de 2009, ascendí novament a Primera B Nacional. La temporada 2008-09 guanyà el Torneo Argentino A (1).